# Frans Janssens
Frans Janssens   (Turnhout, 25 de setembre de 1945 - Lier, 8 de gener de 2024) va ser un futbolista belga. Va formar part de l'equip belga a la Copa del Món de 1970.